# Грязная (приток Пары)
Грязная — река в России, протекает в Сараевском районе Рязанской области. Левый приток реки Пара.

## География
Река Грязная берёт начало у железнодорожной платформы Ремизово. Течёт в северном направлении по открытой местности. Устье реки находится у деревни Назарьево в 136 км по левому берегу реки Пара. Длина реки составляет 16 км, площадь водосборного бассейна 102 км².

## Данные водного реестра
По данным государственного водного реестра России относится к Окскому бассейновому округу, водохозяйственный участок реки — Ока от города Рязань до водомерного поста у села Копоново, без реки Проня, речной подбассейн реки — бассейны притоков Оки до впадения Мокши. Речной бассейн реки — Ока.
Код объекта в государственном водном реестре — 09010102212110000025935.